# 2023-as Formula–1 spanyol nagydíj
A spanyol nagydíj a 2023-as Formula–1 világbajnokság hetedik futama volt, amelyet 2023. június 2. és június 4. között rendeztek meg a spanyolországi Circuit de Catalunya versenypályán, Barcelonában.

## Választható keverékek
| Abroncs              | Friss | Használt |
| -------------------- | ----- | -------- |
| Kemény keverék (C1)  |       |          |
| Közepes keverék (C2) |       |          |
| Lágy keverék (C3)    |       |          |
| Átmeneti esőgumi (I) |       |          |
| Teljes esőgumi (W)   |       |          |

## Szabadedzések

### Első szabadedzés
A spanyol nagydíj első szabadedzését június 2-án, pénteken délután tartották, magyar idő szerint 13:30-tól.
| helyezés | versenyző        | csapat/motor          | elért idő | különbség | futott kör |
| -------- | ---------------- | --------------------- | --------- | --------- | ---------- |
| 1        | Max Verstappen   | Red Bull-Renault RBPT | 1:14,606  | −         | 32         |
| 2        | Sergio Pérez     | Red Bull-Honda RBPT   | 1:15,374  | +0,768    | 32         |
| 3        | Esteban Ocon     | Alpine-Renault        | 1:15,418  | +0,812    | 28         |
| 4        | Nyck de Vries    | AlphaTauri-Honda RBPT | 1:15,504  | +0,898    | 27         |
| 5        | Pierre Gasly     | Alpine-Renault        | 1:15,545  | +0,939    | 27         |
| 6        | Fernando Alonso  | Aston Martin-Mercedes | 1:15,547  | +0,941    | 24         |
| 7        | Kevin Magnussen  | Haas-Ferrari          | 1:15,689  | +1,083    | 22         |
| 8        | Charles Leclerc  | Ferrari               | 1:15,694  | +1,088    | 28         |
| 9        | Carlos Sainz Jr. | Ferrari               | 1:15,726  | +1,120    | 27         |
| 10       | George Russell   | Mercedes              | 1:15,753  | +1,147    | 32         |
| 11       | Lando Norris     | McLaren-Mercedes      | 1:15,783  | +1,177    | 25         |
| 12       | Lewis Hamilton   | Mercedes              | 1:15,845  | +1,239    | 29         |
| 13       | Csou Kuan-jü     | Alfa Romeo-Ferrari    | 1:15,906  | +1,300    | 24         |
| 14       | Cunoda Júki      | AlphaTauri-Honda RBPT | 1:15,915  | +1,309    | 27         |
| 15       | Lance Stroll     | Aston Martin-Mercedes | 1:15,939  | +1,333    | 25         |
| 16       | Valtteri Bottas  | Alfa Romeo-Ferrari    | 1:15,978  | +1,372    | 24         |
| 17       | Oscar Piastri    | McLaren-Mercedes      | 1:16,353  | +1,747    | 26         |
| 18       | Nico Hülkenberg  | Haas-Ferrari          | 1:16,461  | +1,855    | 28         |
| 19       | Logan Sargeant   | Williams-Mercedes     | 1:16,506  | +1,900    | 30         |
| 20       | Alexander Albon  | Williams-Mercedes     | 1:16,630  | +2,024    | 28         |

### Második szabadedzés
A spanyol nagydíj második szabadedzését június 2-án, pénteken délután tartották, magyar idő szerint 17:00-tól.
| helyezés | versenyző        | csapat/motor          | elért idő | különbség | futott kör |
| -------- | ---------------- | --------------------- | --------- | --------- | ---------- |
| 1        | Max Verstappen   | Red Bull-Renault RBPT | 1:13,907  | −         | 34         |
| 2        | Fernando Alonso  | Aston Martin-Mercedes | 1:14,077  | +0,170    | 30         |
| 3        | Nico Hülkenberg  | Haas-Ferrari          | 1:14,177  | +0,270    | 31         |
| 4        | Sergio Pérez     | Red Bull-Honda RBPT   | 1:14,219  | +0,312    | 30         |
| 5        | Esteban Ocon     | Alpine-Renault        | 1:14,242  | +0,335    | 30         |
| 6        | Charles Leclerc  | Ferrari               | 1:14,246  | +0,339    | 32         |
| 7        | Carlos Sainz Jr. | Ferrari               | 1:14,274  | +0,367    | 32         |
| 8        | George Russell   | Mercedes              | 1:14,392  | +0,485    | 31         |
| 9        | Valtteri Bottas  | Alfa Romeo-Ferrari    | 1:14,448  | +0,541    | 32         |
| 10       | Pierre Gasly     | Alpine-Renault        | 1:14,457  | +0,550    | 29         |
| 11       | Lewis Hamilton   | Mercedes              | 1:14,549  | +0,642    | 31         |
| 12       | Oscar Piastri    | McLaren-Mercedes      | 1:14,583  | +0,676    | 30         |
| 13       | Csou Kuan-jü     | Alfa Romeo-Ferrari    | 1:14,585  | +0,678    | 29         |
| 14       | Lando Norris     | McLaren-Mercedes      | 1:14,694  | +0,787    | 30         |
| 15       | Kevin Magnussen  | Haas-Ferrari          | 1:14,713  | +0,806    | 24         |
| 16       | Nyck de Vries    | AlphaTauri-Honda RBPT | 1:14,785  | +0,878    | 33         |
| 17       | Cunoda Júki      | AlphaTauri-Honda RBPT | 1:14,840  | +0,933    | 34         |
| 18       | Lance Stroll     | Aston Martin-Mercedes | 1:15,010  | +1,103    | 31         |
| 19       | Alexander Albon  | Williams-Mercedes     | 1:15,056  | +1,149    | 32         |
| 20       | Logan Sargeant   | Williams-Mercedes     | 1:15,415  | +1,508    | 33         |

### Harmadik szabadedzés
A spanyol nagydíj harmadik szabadedzését június 3-án, szombaton délután tartották, magyar idő szerint 12:20-tól.
| helyezés | versenyző        | csapat/motor          | elért idő | különbség | futott kör |
| -------- | ---------------- | --------------------- | --------- | --------- | ---------- |
| 1        | Max Verstappen   | Red Bull-Renault RBPT | 1:13,664  | −         | 14         |
| 2        | Sergio Pérez     | Red Bull-Honda RBPT   | 1:13,914  | +0,250    | 14         |
| 3        | Lewis Hamilton   | Mercedes              | 1:14,072  | +0,408    | 9          |
| 4        | Carlos Sainz Jr. | Ferrari               | 1:14,240  | +0,576    | 20         |
| 5        | Fernando Alonso  | Aston Martin-Mercedes | 1:14,264  | +0,600    | 14         |
| 6        | George Russell   | Mercedes              | 1:14,278  | +0,614    | 16         |
| 7        | Charles Leclerc  | Ferrari               | 1:14,353  | +0,689    | 18         |
| 8        | Valtteri Bottas  | Alfa Romeo-Ferrari    | 1:14,360  | +0,696    | 15         |
| 9        | Cunoda Júki      | AlphaTauri-Honda RBPT | 1:14,659  | +0,995    | 16         |
| 10       | Lando Norris     | McLaren-Mercedes      | 1:14,681  | +1,017    | 20         |
| 11       | Csou Kuan-jü     | Alfa Romeo-Ferrari    | 1:14,681  | +1,017    | 15         |
| 12       | Nyck de Vries    | AlphaTauri-Honda RBPT | 1:14,693  | +1,029    | 18         |
| 13       | Lance Stroll     | Aston Martin-Mercedes | 1:14,756  | +1,092    | 14         |
| 14       | Nico Hülkenberg  | Haas-Ferrari          | 1:14,988  | +1,324    | 12         |
| 15       | Oscar Piastri    | McLaren-Mercedes      | 1:15,105  | +1,441    | 17         |
| 16       | Esteban Ocon     | Alpine-Renault        | 1:15,266  | +1,602    | 15         |
| 17       | Kevin Magnussen  | Haas-Ferrari          | 1:15,534  | +1,870    | 12         |
| 18       | Pierre Gasly     | Alpine-Renault        | 1:15,841  | +2,177    | 14         |
| 19       | Alexander Albon  | Williams-Mercedes     | 1:15,851  | +2,187    | 13         |
| 20       | Logan Sargeant   | Williams-Mercedes     | 1:16,529  | +2,865    | 5          |

## Időmérő edzés
A spanyol nagydíj időmérő edzését június 3-án, szombat délután tartották, magyar idő szerint 16:00-tól.
| helyezés              | rajtszám | versenyző        | csapat/motor          | 1. rész  | 2. rész  | 3. rész  | rajthely   | futott kör |
| --------------------- | -------- | ---------------- | --------------------- | -------- | -------- | -------- | ---------- | ---------- |
| 1                     | 1        | Max Verstappen   | Red Bull-Honda RBPT   | 1:13,615 | 1:12,760 | 1:12,272 | 1          | 20         |
| 2                     | 55       | Carlos Sainz Jr. | Ferrari               | 1:13,411 | 1:12,790 | 1:12,734 | 2          | 22         |
| 3                     | 4        | Lando Norris     | McLaren-Mercedes      | 1:13,295 | 1:12,776 | 1:12,792 | 3          | 22         |
| 4                     | 10       | Pierre Gasly     | Alpine-Renault        | 1:13,471 | 1:13,186 | 1:12,816 | 10[a]      | 21         |
| 5                     | 44       | Lewis Hamilton   | Mercedes              | 1:12,937 | 1:12,999 | 1:12,818 | 4          | 23         |
| 6                     | 18       | Lance Stroll     | Aston Martin-Mercedes | 1:13,766 | 1:13,082 | 1:12,994 | 5          | 23         |
| 7                     | 31       | Esteban Ocon     | Alpine-Renault        | 1:13,433 | 1:13,001 | 1:13,083 | 6          | 21         |
| 8                     | 27       | Nico Hülkenberg  | Haas-Ferrari          | 1:13,420 | 1:13,283 | 1:13,229 | 7          | 18         |
| 9                     | 14       | Fernando Alonso  | Aston Martin-Mercedes | 1:13,747 | 1:13,098 | 1:13,507 | 8          | 18         |
| 10                    | 81       | Oscar Piastri    | McLaren-Mercedes      | 1:13,691 | 1:13,059 | 1:13,682 | 9          | 20         |
| 11                    | 11       | Sergio Pérez     | Red Bull-Honda RBPT   | 1:13,874 | 1:13,334 |          | 11         | 17         |
| 12                    | 63       | George Russell   | Mercedes              | 1:13,326 | 1:13,447 |          | 12         | 18         |
| 13                    | 24       | Csou Kuan-jü     | Alfa Romeo-Ferrari    | 1:13,677 | 1:13,521 |          | 13         | 16         |
| 14                    | 21       | Nyck de Vries    | AlphaTauri-Honda RBPT | 1:13,581 | 1:14,083 |          | 14         | 16         |
| 15                    | 22       | Cunoda Júki      | AlphaTauri-Honda RBPT | 1:13,862 | 1:14,477 |          | 15         | 19         |
| 16                    | 77       | Valtteri Bottas  | Alfa Romeo-Ferrari    | 1:13,977 |          |          | 16         | 10         |
| 17                    | 20       | Kevin Magnussen  | Haas-Ferrari          | 1:14,042 |          |          | 17         | 9          |
| 18                    | 23       | Alexander Albon  | Williams-Mercedes     | 1:14,063 |          |          | 18         | 8          |
| 19                    | 16       | Charles Leclerc  | Ferrari               | 1:14,079 |          |          | boxutca[b] | 10         |
| 20                    | 2        | Logan Sargeant   | Williams-Mercedes     | 1:14,699 |          |          | boxutca[c] | 6          |
| 107%-os idő: 1:18,042 |          |                  |                       |          |          |          |            |            |

Megjegyzések:
- ↑ a:  — Pierre Gasly két 3 rajthelyes büntetést kapott, mivel feltartotta a Q2-ben a gyors körét teljesítő Carlos Sainz Jr.-t és Max Verstappent.[3]
- ↑ b:  — Charles Leclerc eredetileg a 19. helyről kezdte volna a futamot, de mivel csapata változtatott a felfüggesztésen a parc fermé ideje alatt, ezért a boxutcából kellett rajtolnia, valamint váltót is cseréltek ezzel azonban túllépte a szezonra vonatkozó maximális darabszámot.[4]
- ↑ c:  — Logan Sargeant eredetileg a 20. időt érte el, de módosításokat hajtottak végre a felfüggesztés beállításán a parc fermé ideje alatt, ezért a boxutcából kellett rajtolnia.[5]

## Futam
A spanyol nagydíj futamát június 4-én, vasárnap délután tartották, magyar idő szerint 15:00-kor.
| helyezés | rajtszám | versenyző        | csapat/motor          | futott kör | idő/kiesés oka | rajthely | pont  |
| -------- | -------- | ---------------- | --------------------- | ---------- | -------------- | -------- | ----- |
| 1        | 1        | Max Verstappen   | Red Bull-Honda RBPT   | 66         | 1:27:57,940    | 1        | 26[a] |
| 2        | 44       | Lewis Hamilton   | Mercedes              | 66         | +24,090        | 4        | 18    |
| 3        | 63       | George Russell   | Mercedes              | 66         | +32,389        | 12       | 15    |
| 4        | 11       | Sergio Pérez     | Red Bull-Honda RBPT   | 66         | +35,812        | 11       | 12    |
| 5        | 55       | Carlos Sainz Jr. | Ferrari               | 66         | +45,698        | 2        | 10    |
| 6        | 18       | Lance Stroll     | Aston Martin-Mercedes | 66         | +1:03,320      | 5        | 8     |
| 7        | 14       | Fernando Alonso  | Aston Martin-Mercedes | 66         | +1:04,127      | 8        | 6     |
| 8        | 31       | Esteban Ocon     | Alpine-Renault        | 66         | +1:09,242      | 6        | 4     |
| 9        | 24       | Csou Kuan-jü     | Alfa Romeo-Ferrari    | 66         | +1:11,878      | 13       | 2     |
| 10       | 10       | Pierre Gasly     | Alpine-Renault        | 66         | +1:13,530      | 10       | 1     |
| 11       | 16       | Charles Leclerc  | Ferrari               | 66         | +1:14,419      | boxutca  |       |
| 12       | 22       | Cunoda Júki      | AlphaTauri-Honda RBPT | 66         | +1:15,416[b]   | 15       |       |
| 13       | 81       | Oscar Piastri    | McLaren-Mercedes      | 65         | +1 kör         | 9        |       |
| 14       | 21       | Nyck de Vries    | AlphaTauri-Honda RBPT | 65         | +1 kör         | 14       |       |
| 15       | 27       | Nico Hülkenberg  | Haas-Ferrari          | 65         | +1 kör         | 7        |       |
| 16       | 23       | Alexander Albon  | Williams-Mercedes     | 65         | +1 kör         | 18       |       |
| 17       | 4        | Lando Norris     | McLaren-Mercedes      | 65         | +1 kör         | 3        |       |
| 18       | 20       | Kevin Magnussen  | Haas-Ferrari          | 65         | +1 kör         | 17       |       |
| 19       | 77       | Valtteri Bottas  | Alfa Romeo-Ferrari    | 65         | +1 kör         | 16       |       |
| 20       | 2        | Logan Sargeant   | Williams-Mercedes     | 65         | +1 kör         | boxutca  |       |

Megjegyzések:
- ↑ a:  Max Verstappen a helyezéséért járó pontok mellett a versenyben futott leggyorsabb körért további 1 pontot szerzett.
- ↑ b:  Cunoda Júki a 9. helyen végzett, de 5 másodperces időbüntetést kapott miután Csou Kuan-jüt leszorította a pályáról az egyes kanyarban, így a 12. helyre esett vissza.[6]

## A világbajnokság állása a verseny után
| H   | Versenyzők       | Pont | H   | Konstruktőrök         | Pont |
| --- | ---------------- | ---- | --- | --------------------- | ---- |
| 1.  | Max Verstappen   | 170  | 1.  | Red Bull-Honda RBPT   | 287  |
| 2.  | Sergio Pérez     | 117  | 2.  | Mercedes              | 152  |
| 3.  | Fernando Alonso  | 99   | 3.  | Aston Martin-Mercedes | 134  |
| 4.  | Lewis Hamilton   | 87   | 4.  | Ferrari               | 100  |
| 5.  | George Russell   | 65   | 5.  | Alpine-Renault        | 40   |
| 6.  | Carlos Sainz Jr. | 58   | 6.  | McLaren-Mercedes      | 17   |
| 7.  | Charles Leclerc  | 42   | 7.  | Haas-Ferrari          | 8    |
| 8.  | Lance Stroll     | 35   | 8.  | Alfa Romeo-Ferrari    | 8    |
| 9.  | Esteban Ocon     | 25   | 9.  | AlphaTauri-Honda RBPT | 2    |
| 10. | Pierre Gasly     | 15   | 10. | Williams-Mercedes     | 1    |

(A teljes táblázat)

## Statisztikák
- Vezető helyen:
  - Max Verstappen: 66 kör (1–66.)
- Max Verstappen 40. futamgyőzelme 24. pole-pozíciója és a 24. versenyben futott leggyorsabb köre, ezzel pedig hatodik mesterhármasa, valamint harmadik Grand Chelem-e.[7]
- A Red Bull Racing 99. futamgyőzelme.
- Max Verstappen 84., Lewis Hamilton 193., George Russell 10. dobogós helyezése.